# Ангільська креольська мова
Ангільська креольська мова — діялект східнокарибської креольської мови, якою розмовляють в Ангільї, острові та заморській британській території на Карибах. Хоча через загальну британську колоніальну історію класифікується як діялект східнокарибської креольської мови, якою розмовляють у Сент-Кіттсі і Невісі, Антигуа та Монтсерраті, насправді вона ближче до Британських Віргінських островів та Сент-Мартіна, варіант віргінських островів креольська мова. Кількість носіїв ангільської креольської мови — менше 10 000. Ангільська креольська не має статусу офіційної мови.